# صوفیان بستک

## تصوف اسلامی
تصوّف اسلامی بیش از هزار سال است که در بیش‌تر کشورهای اسلامی نفوذ کرده و گسترش یافته‌است. امّا از قرن هفتم به بعد شاهد گسترش دامنه دارتر آن در کشور و به تبع آن در منطقهٔ فارس و جنوب ایران بوده‌ایم.
شهرستان بستک نیز که از گذشته‌های دور با جزایر، سواحل و کرانه‌های شمالی و جنوبی خلیج فارس، اشتراک و ارتباط فرهنگی خاص داشته‌است، شاهد حضور صوفیان و عارفان بنامی بوده‌است که در تاریخ منطقه، ماندگار مانده‌اند.
در این گفتار سعی نمودایم خاستگاه صوفیان و مظاهر آن‌ها را در شهرستان بستک نشان دهیم. حضور سادات قتّالی، مشایخ مدنی و بنی‌عبّاسی از قرن هفتم را می‌توان آغاز ورود تصّوف به شکل رسمی در این منطقه دانست.
در این گفتار ما نشانه‌های حضور عرفان و تصوّف را در موارد زیر جسته‌ایم:
- تذکرهٔ سادات و شیوخ مدنی و بنی‌عباسی
- زیارتگاه‌های اولیا و عرفاً
- کرامات سادات و شیوخ
- مکان‌های حضور صوفیان (خانگاه‌ها و میدان‌های ذکر)
- وجود برخی از فامیل‌ها در میان مردم، مانند قادری، نقشبندی و …

کلید واژه‌ها: تصوّف، عرفاً، اولیا، سادات، مشایخ، بستک.

## تعاریف عرفان و تصوّف
عرفان یا معرفت به معنی شناخت است و در اصطلاح، معرفت قلبی است که از طریق کشف و شهود حاصل می‌شود. کسی را که واجد مقام عرفان است، عارف می‌گویند و دانشی را که مبتنی بر عرفان است، معرفت می‌خوانند. تصوّف به معنی پشمینه پوشی است و متصوّف کسی را گویند که پشمینه پوش و پیرو راه صوفیان است.
تصوّف بیش از هزار سال است که در مشرق زمین در ممالک اسلامی و بالاخص در ایران رواج زیادی داشته‌است و بسیاری از حکما و شعرا و ادبای ایران با این طریقه آشنایی داشته‌اند.
در ایران، از اوایل عهد سلاجقه، صوفیّه مورد توجّه عامه و بزرگان واقع شده‌اند، و مخصوصاً ظهور محمّد غزّالی از اسباب مزید توّجه عامّه به مشایخ صوفیّه شد.
حملهٔ مغول به عراق، باعث خروج گروه‌ها و افراد زیادی از بغداد شد و چون فارس منطقه‌ای امن بود، بسیاری از افراد به آن‌جا آمدند که از آن جمله می‌توان از مشایخ بنی‌عبّاسی نام برد.
جدّ مشایخ بنی عباسی یعنی حاجی شیخ عبدالسّلام خنجی ملّقب به قطب الاولیا در خنج بزرگ می‌شود و صاحب کشف و کرامات می‌گردد و از مشاهیر علمای با زهد و تقوا، شریعتمدار طریقت مآب و صاحب کشف و کرامات عالیه و مفتی اعظم و مراد مردم فارس و پیشوای اهل جماعت لارستان و جهانگیریه و بنادر جنوب و عمانات عربستان بود و به‌طوری در موقع صعود بر منبر، نفوذ کلام و محبوبیت داشت که چند هزار نفر مجذوب او شده، با دقت موعظهٔ ایشان را گوش می‌دادند.
شیخ لباس سادهٔ تصوّف ولی پاکیزه و نظیف می‌پوشید و عمّامهٔ سیاه کوچکی بر سر می‌گذاشت، غالباً با حال تجرّد در خانقاه خود به ریاضت سخت و عبادت نماز و روزه و تلاوت قرآن مشغول بود و چهل روز هر سال دو مرتبه (چله داری) از زاویه خود خارج می‌شد.
اولاد شیخ در بیش‌تر مناطق فارس اقامت گزیدند و بعضی از نوادگان آن‌ها به بستک آمدند و با ورود آن‌ها و سادات قتّالی، تصوّف نیز به این منطقه وارد شد. حضور صوفیان بنام در جای جای میهن اسلامی باعث گسترش نفوذ آنان گردید. مردم، طریقت آنان را پیشوای خود قرار دادند و خاک قدومشان را توتیای چشم خویش نمودند. هرجا عارفی ظهور کرده، مراد عامّه گشته و بعد از مرگ، بقعه‌شان چراغ راه گمشدگان گردیده‌است. کشف و کراماتشان ورد زبان مردم شد. مردم به آنان به عنوان پیشوا و حلّال مشکلات نگریستند و در واقع، مریدان گرداگرد شیوخ و مراد خویش جمع شدند. در جایگاه و مکان‌های حضورشان، مظاهری نیز از آن‌ها باقی است که بیانگر حضور گرمشان در میان مردم بوده‌است.
یکی از جاهایی که می‌توان مظاهر عرفان و تصوّف را در آن پی‌گیری کرد شهرستان بستک، واقع در غرب استان هرمزگان است.
آثار و مظاهری در این شهرستان وجود دارد که بیانگر نفوذ و وجود عرفان و تصوّف در برهه‌ای از زمان در این منطقه‌است. زیارتگاه‌ها، نام‌های ماندگار مشایخ و سادات، ذکر کرامات بزرگان مشایخ و سادات در میان عامّه، آثار به جا مانده از اعمال صوفیانه، نمونه‌هایی از آن است.
مطمئنّاً حضور صوفیان و عرفاً در این شهرستان بعد از ورود اسلام بوده‌است. اما دقیقاً معلوم نیست از چه زمانی دین اسلام وارد این منطقه شده‌است «شواهد نشان می‌دهد که قبل از اسلام مردمانی که بومی‌ها به آنان «گور» یا «گبر» می‌گویند زندگی می‌کرده‌اند.
«بستک» منطقه‌ای تاریخی است که از نظر جغرافیایی، در حدّ فاصل شهرستان بندرلنگهٔ هرمزگان و لارستان فارس قرار دارد و در حقیقت، دروازهٔ استان فارس به سوی خلیج فارس است و از قدیم‌الایّام بر سر راه کاروانی قافله‌سالاران و کاروانیان قرار داشته و دارای موقعیّتی تجاری و بازرگانی بوده‌است و آثار کاروان‌سراهای متعدّد دوران هخامنشی تا صفوی در راه‌هایش، مؤیّد این مدّعاست.
با نگاهی به ترکیب جمعیّتی شهرستان بستک متوجّه می‌شویم که شش شاخه از طبقات مختلف در بافت سنّتی آن حضور داشته‌اند:
- اهالی بومی و محلّی
- مشایخ و خوانین بنی عبّاسی
- مشایخ و خوانین مدنی
- سادات
- ایلات، عشایر و دیگر اقوام

با نگاهی به تاریخ حضور گروه‌های بالا متوجّه می‌شویم که حداقل سه گروه از آنان یعنی مشایخ بنی‌عباسی، مشایخ مدنی و سادات، غیر بومیانی بوده که برای نشر دین اسلام به این منطقه آمده‌اند و اکثر بزرگان آن‌ها خود، شیوخ طریقت بوده و مریدانی نیز داشته‌اند.
مدارک و شواهد نشان می‌دهد که قبل از حضور سادات و شیوخ، اثری از صوفیان و عارفان در شهرستان دیده نمی‌شود، بنابراین می‌توان گفت که حضور مظاهر عرفان و تصوّف در این شهرستان بعد از فتح بغداد به دست مغولان و خروج مشایخ و سادات از آن‌جا و ساکن شدنشان در فارس و هرمزگان امروزی بوده‌است؛ لذا برای روشن شدن بحث به موارد زیر می‌پردازیم.
- آ - حضور سادات و ترویج تصوّف
- ب - حضور مشایخ بنی عباسی و نقش آنان در رواج تصوّف
- پ - حضور مشایخ مدنی و بعضی از بزرگان آنان
- ت - نمونه‌هایی از کرامات اولیا و عرفاً در شهرستان
- ث - مکان‌های بازمانده از اعمال صوفیانه
- ج - ذکر بعضی از فامیل‌ها

## آ- حضور سادات و ترویج تصوّف
با توجّه به تاریخ حضور اهالی طریقت در شهرستان بستک می‌توان سادات را از قدیمی‌ترین مروّجان طریقت در شهرستان بستک نامید. شواهد و آثار موجود، نشان می‌دهند که سادات جنوب پس از حملهٔ مغولان به بغداد از طریق بنادر، وارد جنوب شده و به تدریج به شهرستان بستک آمده‌اند.
سادات قتّالی که امروزه در همه جای شهرستان بستک حضور دارند، از نوادگان سیّد محمّد عمر شاه سیف‌الله قتّال می‌باشند که با یک‌صد و بیست خانوار از عشیره و اتباع خود بغداد را ترک نموده و از طریق بصره به سواحل ایران رهسپار گردیدند. ایشان از سواحل «بندر مقام» وارد «اَهِل» (از شهرهای فارس) می‌شوند و از آن‌جا به «عمادَه ده» (مرکز بخش صحرای باغ لارستان) سفر می‌کنند و شاه قتّال در آن‌جا می‌ماند و مریدان زیادی اطراف ایشان، لبّیک گویان، مقیم می‌گردند. پس از آن بسیاری از سادات، وارد شهرستان بستک و روستاهایش می‌شوند و به دعوت و ارشاد عموم می‌پردازند. در این‌جا به ذکر مشهورترین آن‌ها به ترتیب حضور در منطقه می‌پردازیم:
۱–۱- سیّد کامل پیر:
سیّد کامل فرزند سیّد محمّد سیف‌الله قتّال معروف به «پیر» است و از این جهت او را «سیّد کامل پیر» گویند که از طفولیّت، موی سرش سفید بود. به علاوه می‌گویند چون عمر زیادی کرد و هم شیخ شریعت و طریقت بوده، به پیر شهرت یافت.
ایشان جدّ سادات گوده( من جمله آقایان چاهبنارد ، ده‌تل ، کنچی ، سادات دهنگ و تدرویه و...) ، سادات بستک و جهانگیریه می‌باشند.»
از آن‌جایی که حضرت قتّال، فرزندانش را جهت تعلیم و تبلیغ دین مبین اسلام، راهی دیاران گوناگون می‌نمود، سیّد کامل پیر نیز بنا به توصیهٔ پدر، بیش‌تر شهرها و بنادر جنوب کشور، از جمله، جزایر قشم و کیش را درنوردید.
سیّد، در یکی از مسافرت‌هایش به خنج، مورد اعتراض هفتاد نفر از علمای خنج قرار می‌گیرد که به اعمال رقص و سماع عارفانهٔ سیّد کامل، معترض بودند و اعتراض خود را به سمع مبارک وی رساندند که این اعمال مغایر با سنّت نبوی و سیرهٔ محمّدی است. سیّد در جوابشان می‌گوید:
```
 **چون شما از قال‌ها گویید حرف عمر خود از قال هر کس صرف کرد
```

```
 **ما مقال و قال هر کس رد کنیم حال خود با حضرت سرمد کنیم
```

```
 **ما که خود غوّاص بحر و حد نه‌ایم محرم خلوت سرای حضرتیم
```

```
 **ره بریم در خلوت اسرار دوست ما سوی الله دور کردیم همچو پوست
```

```
 **غیر یار از ما بگیرد یک کنار ورنه ما ز ایشان فراریم، الفرار
```

سیّد کامل در ماه ذی قعدهٔ سال ۷۱۷ هـ.ق. در سنّ ۹۳ سالگی وفات نمود و مثل پدرش وصیّت کرد، جسدش بر شتری حمل نموده، هر جایی که شتر خوابید، همان‌جا او را دفن کنند. شتر، پس از طیّ مسافتی طولانی در روستایی به نام کل یا کال از توابع فرامرزان بستک، زانو می‌زند و جسد مبارک را در همان‌جا دفن می‌نمایند، که اکنون زیارتگاه شیفتگان ایشان است.
نکات جالب در زندگی سیّد، سفر او به روستاها و مناطق مختلف برای تبلیغ دین است و نیز توجّه او به رقص و سماع عارفانه که مشرب صوفیانه‌اش را نشان می‌دهد و او را از علمای شریعت جدا می‌کند.
۲–۱- سیّد محمد سیّد کامل پیر
سیّد محمّد فرزند سیّد کامل پیر در روستای کمشک فرامرزان از توابع بخش جناح در شهرستان بستک، به تبلیغ و ارشاد پرداخت و در آن‌جا خانقاه، مسجد و مدرسه احداث و فعّال کرد و مریدان زیادی گرد او جمع شدند.
سیّد محمّد با اخلاص و اعتقادی که داشت، پادشاه طریقت در آن دیار می‌گردد و به طریقهٔ قادری، مریدان و پیروان را طریقت می‌دهد. با زهد کامل و تامّ و تمامی که داشت به کشف و کرامات بسیاری نایل می‌گردد. بقعه‌اش در کمشک زیارتگاه مردم منطقه‌است. وی در سال۷۳۰هـ. ق. به رحمت حق پیوست.
مرحوم حاج مصطفی خان (فایز بستکی) در توصیفاتش می‌گوید:
```
 **محمّد ابن سیّد کامل الدّین امام مقتدای مهتدین است
```

```
 **از ارباب شریعت، گشته مفتوح بر او سرّ حقیقت هم مبین است
```

```
 ** به اقلیم طریقت، پادشاه است به دیهیم ولایت، او نگین است
```

```
 **حسن او را نیا، فرزند زهراست مهین اولاد خیرالمرسلین است
```

```
 **کراماتش به عالم گشته مشهور ولیّ خاصّ ربّ‌العالمین است
```

```
 **برای حاجت از اطراف عالم خلایق بر درش سوده جبین است
[
۹
]
```

پس از سیّد محمّد سیّد کامل، اولاد ایشان به تدریج در تمامی دهات گوده، فرامرزان، بستک و نقاط دیگر پراکنده شدند و مورد احترام مردم قرار گرفتند. اکثر آنان طریق زهد، پیشهٔ خود نمودند و با زندگی فقیرانه در گوشه‌ای و خانقاهی به عبادت و ریاضت مشغول شدند.
۳–۱- سیّد محیا
سیّد محی‌الدّین متخلّص به محیا از اولاد سیّد کامل پیر، ساکن کال و از تلامیذ شیخ عبادالله انصار بوده و ارادت خاصّی به شیخ حسن بستکی داشته‌است. ایشان از صلحا و عرفای دورهٔ خود در حدود لارستان و جهانگیریّه و بنادر بوده‌است.
سیّد محیا، ادبیّات عارفانه را در جان و روان عاشقان و عارفان، جای داد و مانند بابا طاهر عریان همدانی اشعاری سرود که ورد زبان مشتاقان گشت.
ادبیّات فارسی، دردانه‌ای است که با فرهنگ قرآنی، پیوندی خلل‌ناپذیر خورده و پیوستگی با این فرهنگ آسمانی ـ ملکوتی، تلطیفی عارفانه به تاریخ ادبیّات ایران زمین، ارزانی داشته‌است.
شعر فارسی؛ با قدمتی قابل توجّه، در شمار غنی‌ترین گنجینه‌های فرهنگی جهان است. شاخ و برگ درخت کهن‌سال شعر پارسی به اقصی نقاط گیتی، سایه افکنده و موجب آرامش دل‌های پر درد و شفای جان‌های جراحت‌دیده و مالامال از زخم گردیده‌است.
شعر، فرهنگ و ادب ایران اسلامی، ایران را زنده و نام ایران‌زمین را بلندآوازه کرده‌است.
محیا را به دلیل داشتن اشعار عرفانی، می‌توان عارف زمان خود دانست عارفی‌که تن را قفس و زندانی می‌شمارد که جان در آن زندانی شده و فکر و چاره‌ای می‌اندیشد که جان را برهاند و از نظر وی آزادی جز رسیدن به خدا و وصال درگاه حق، چیز دیگری نیست.
شروه (شروا)، شعری و شوری است که علی‌رغم نظر برخی شروا ناشناسان، تنها به عشق مجازی نمی‌پردازد، بلکه با تعمّق و تأمّل در آن به این واقعیّت ملموس، واقف می‌گردیم که «شروه‌سرا»، عارف است و هر مصرع از شروه‌اش، باری عرفانی دارد:
```
 منم محیا زنم حق‌دوست حق‌دوست سخن از مغز می‌گویم نه از پوست
```

وابستگی بین عارف (عاشق) و معشوق، جدایی ناپذیر است:
```
 **نشاید چارهٔ حکم خدا کرد نشاید درد بی‌درمان دوا کرد
 **میان یار و محیا؛ ناخن و گوشت نشاید گوشت از ناخن جدا کرد
[
۱۴
]
```

```
 **وِلَم «کَرکَر زنان» آمد به صد ینگ چو کبک کوهساران سنگ بر سنگ
 **شکسته شیشهٔ آرام محیا دل و صبر و قرارم برده از چنگ
```

```
 **به بسم الله گویم فتح کارم به رحمان الرّحیم امّیدوارم
 **به یاسین و تبارک، یار محیا نگار سیم قدّ و گل‌عذارم
```

```
 **به اللّهی که نامش بی‌شمار است به مولایی که تیغش ذوالفقار است
 **سر از بالین عشقت برندارم که تا دین محمّد بر قرار است
```

```
 **وِلَم آن شب چه سیلابی به دین زد! قدم بر آسمان هفتمین زد
 **فراز عرش کرسی، یار محیا سخن با خالق جان آفرین زد
```

```
 **قسم بر سی‌صد و شصت یار سوگند به معصومان کم گفتار سوگند
 **که محیا غیر تو یاری نگیرد به زلف احمد مختار سوگند
```

```
 **قسم بر چار عین و چار یک میم قسم بر حلقهٔ سه حا و یک جیم
 **که محیا سر ز پیمانت نپیچد زکریا وار اگر سازی به دو نیم
```

```
 **وِلَم تا خیمه بر روی زمین زد علی شیر خدا شمشیر دین زد
 **برای خاطر دلدار محیا براق از جنّت آورد و به زین زد
[
۱۵
]
```